# Залкинд, Леонид Александрович
Леонид Александрович Залкинд (1905, Феодосия, Российская империя — ????) — советский сценарист.

## Биография
Родился в 1905 году в Феодосии. После окончания средней школы с 1922 по 1925 годы, не имея возможности поступить в институт, работал слесарем на табачной фабрике. В 1925 году ему наконец-таки удалось поступить в Коммунистический институт журналистики, который он окончил в 1928 году. Сразу же после его окончания был приглашён на киностудии в качестве сценариста художественных фильмов, одновременно с этим работал в Московском АРРК. В 1950-х и 1960-х годах писал сценарии к документальным и научно-популярным фильмам. Дальнейшая судьба неизвестна.

## Фильмография

### Сценарист
- 1928 — Цена человека
- 1930 — Настоящая жизнь
- 1931 —
  - Их пути разошлись
  - Честь